# Адміністративний поділ Сталінської області на 1 жовтня 1938 року

## Сталінська область. 1 жовтня 1938 року
Ділилася на райони та міста, що не входять до складу районів
- загальна кількість районів — 22
- загальна кількість міст, що не входять до складу районів — 10
- загальна кількість сільрад — 388
- список районів:

1. Авдіївський (пос. Авдіївка, 6 с/р — сільрад)
2. Амвросіївський (зп. Донецько-Амвросіївка, 15 с/р)
3. Андріївський (с. Андріївка, 13 с/с)
4. Велико-Янісольський грецький національний (с. Велика Янісоль, 13 с/р)
5. Будьонівський (с. Будьонівка, 11 с/р)
6. Волноваський (зп. Волноваха, 13 с/р)
7. Володарський (с. Володарське, 11 с/р)
8. Дзержинський (смт імені Дзержинського, 8 с/р)
9. Добропільський (с. Добропілля, 16 с/р)
10. Красноармійський (смт Красноармійське, 13 с/р)
11. Лиманський (зп. Красний Лиман, 21 с/р)
12. Мангушський (с. Мангуш, 7 с/р)
13. Мар'їнський (с. Мар'їнка, 13 с/р)
14. Олександрівський (с. Олександрівка, 13 с/р)
15. Ольгинський (с. Ольгинка, 15 с/р)
16. Селидівський (с. Селидівка, 15 с/р)
17. Сніжнянський (с. Сніжне, 8 с/р)
18. Старо-Бешевський (с. Старо-Бешеве, 15 с/р)
19. Старо-Каранський (с. Стара Карань, 8 с/р)
20. Старо-Керменчицький (с. Старий Керменчик, 11 с/р)
21. Тельманівський (с. Тельманове, 17 с/р)
22. Харцизька (пос. Харцизьк, 6 с/р)

- список міськрад:

1. Сталінська (2 с/р — сільради)
2. Артемівська (29 с/р)
3. Горлівська (9 с/р + смт Микитівка)
4. Костянтинівська (23 с/р + смт Дружківка)
5. Краматорська (2 с/р)
6. Макіївська (7 с/р)
7. Маріупольська (7 с/р)
8. Орджонікідзевська (11 с/р + смт Дебальцеве)
9. Слов'янська (22 с/р)
10. Чистяківська (8 с/р)